# Мартін Затьович
Мартін Затьович (чеськ. Martin Zaťovič; 25 січня 1985, м. Пршеров, ЧССР) — чеський хокеїст, центральний нападник. Виступає за «Лада» (Тольятті) у Континентальній хокейній лізі. 
Вихованець хокейної школи ХК «Пршеров». Виступав за «Енергія» (Карлові Вари), СК «Кадань», ХК «Мост».
В чемпіонатах Чехії — 338 матчів (72+59), у плей-оф — 43 матчі (16+13). 
У складі національної збірної Чехії учасник чемпіонатів світу 2014 і 2015 (20 матчів, 6+0); учасник EHT 2014 і 2015.
Досягнення
- Чемпіон Чехії (2009), срібний призер (2008)